# Sheng Keyi
Dans ce nom, le nom de famille précède le nom personnel.
Sheng Keyi (chinois traditionnel : 盛可以 ; chinois simplifié : 盛可以 ; pinyin : Shèng Kěyǐ), née en 1973 à Yiyang, dans la province du Hunan, est une romancière, nouvelliste et artiste chinoise contemporaine.

## Biographie
Elle émigre de la province du Hunan à Shenzhen au début des années 90, puis à Pékin. Elle travaille auparavant dans une société immobilière et en tant que secrétaire, journaliste et rédactrice, entre autres. En 2002, elle démissionne de son emploi et commence à écrire.
Les œuvres de Sheng Keyi s'attachent à dépeindre la vie réelle des classes les plus défavorisées de Chine, et notamment la survie des femmes. Portées par un langage vigoureux, enthousiaste et expérimental, elles ont été saluées par ses confrères auteurs chinois Mo Yan, Yan Lianke ou encore Yu Hua, et Sheng Keyi a fait l'objet d'articles et d'interviews dans des publications internationales telles que la New York Review of Books, The Guardian, le Wall Street Journal et la Los Angeles Review of Books, mais aussi Libération et Le Monde diplomatique.
Sheng Keyi reçoit de nombreux prix, dont le Prix de littérature du peuple chinois, le Prix Yu Dafu de la fiction, le Prix des médias de littérature chinoise et le Prix des 20 meilleurs romanciers du futur. Plusieurs de ses œuvres ont été traduites en anglais, en français et dans de nombreuses autres langues, dont l'italien, l'espagnol, l'allemand, le suédois, le russe, le tchèque, le polonais, le japonais et le coréen. Parmi elles, on dénombre les romans Northern Girls, Death Fugue et Wild Fruit, tous trois traduits en anglais, ainsi que le roman court Un Paradis et plusieurs recueils de nouvelles. 
Northern Girls, publié en anglais par Penguin en 2012, a été sélectionné pour le Man Asian Literary Prize. Death Fugue, interdit de publication en Chine continentale, est une allégorie politique qui « rappelle le Meilleur des mondes d'Aldous Huxley », selon le New York Times , et « dans une tradition qui inclut George Orwell, Aldous Huxley, Philip K. Dick, Margaret Atwood et d'autres critiques acharnés de la folie humaine », selon le Washington Post .
Les trois derniers romans de Sheng Keyi, The Womb, The Metaphor Detox Center et Maid's Notes, font partie d'une trilogie sur le thème du destin des femmes chinoises dans la Chine actuelle. Cependant, The Metaphor Detox Center reste indisponible en Chine continentale et a été publié par l'éditeur taïwanais Linking Publishing.

## Œuvres
Liste non exhaustive.
Recueils de nouvelles et romans courts
- Fields of White (《白草地》), Shanghai: Harvest Magazine, 2010. Traduction anglaise par Shelly Bryant : Penguin Specials, 2014.
- Leaving a Room for You (《留一个房间给你用》), Pékin : Peking Yanshan Press, 2012.
- Why Is Spring Still Not Coming (《春天怎么还不来》), Shanghai: Shanghai Translation Publishing House, 2014.
- Un Paradis (《福地》), Shanghai : Harvest Magazine, 2016. Traduction française par Brigitte Duzan : Editions Philippe Picquier, 2018.
- Le Goût sucré des pastèques volées (《还乡书》), Pékin : Peking University Press, 2018. Traduction française par Brigitte Duzan : Editions Philippe Picquier, 2021.
- Heavy Body (《沉重的肉身》), Pékin : People's Literature Publishing House, 2021.

Romans
- Emulsion de lait (《水乳》), Shenyang : Chunfeng Literature and Arts, 2003.
- Filles du Nord (《北妹》), Wuhan: Changjiang Literature Press, 2004. Traduction anglaise par Shelly Bryant : Viking Press (2012).
- Ode à la vertu (《道德颂》), Shanghai : Literature and Arts, 2007.
- Fugue de la mort (《死亡赋格》), interdit en Chine. Taipei : Éditions INK, 2012. Traduction anglaise par Shelly Bryant : Giramondo Publishing (2014) et Restless Books (2021).
- La Méduse (《水母》), Hefei : Anhui Literature and Arts, 2012.
- Fruit barbare（《野蛮生长》), Pékin : October Literature, 2014. Traduction anglaise par Shelly Bryant : Viking Press (2018).
- The Metaphor Detox Center (《锦灰》), interdit en Chine. Taipei: Linking Publishing, 2018.
- The Womb (《子宫》), Taipei : Éditions Chiu Ko, 2019. Publié sous le titre Breathing Earth (《息壤》) en Chine continentale : People's Literature Publishing House, 2020.
- Maid's Notes (《女佣手记》), Pékin : October Literature, 2020.